# Rupicolinae
Rupicolinae es una subfamilia de aves paseriformes perteneciente a la familia Cotingidae, que agrupa a ocho especies, en cuatro géneros, nativas de América del Sur, donde se distribuyen en diversos ambientes amazónicos, andinos y de la Mata atlántica del sureste de Brasil.

## Taxonomía
Dando continuidad a trabajos anteriores, como Tello et al. (2009) y de Ohlson et al. (2013), Berv & Prum (2014) produjeron una extensa filogenia para la familia Cotingidae reflejando muchas de las divisiones anteriores e incluyendo nuevas relaciones entre los taxones, donde se propone el reconocimiento de cinco subfamilias: la presente, Pipreolinae, Phytotominae, Cephalopterinae y Cotinginae.
El Comité de Clasificación de Sudamérica (SACC) aguarda propuestas para modificar la secuencia linear de los géneros y reconocer las subfamilias. El Comité Brasileño de Registros Ornitológicos (CBRO), en la Lista de las aves de Brasil - 2015 ya adopta esta clasificación.

## Géneros
De acuerdo a Berv & Prum (2014), esta subfamilia agrupa los siguientes géneros:
- Rupicola
- Snowornis
- Carpornis
- Phoenicircus